# Катерина Болл-Дорнбергер
Катерина Болл-Дорнбергер, також відома під іменем Кете Дорнбергер-Шифф (нім. Katharina Boll-Dornberger; 2 листопада 1909, Відень, Австро-Угорщина — 27 липня 1981, Східний Берлін) — австрійська та німецька фізикиня-кристалографка, викладачка університету. У 1956 році удостоєна звання професора Гумбольдтського університету Берліна. В складі Німецької академії наук з 1956 по 1968 роки очолювала дослідницький напрямок в Інституті структурних досліджень, Адельхоф, Берлін. Своїми дослідженнями сприяла утворенню теоретичного розділу з аналізу структури кристалів (нім. Kristallstrukturanalyse) у науковій школі Німецької Демократичної Республіки (НДР). В своїй роботі, з-поміж іншого, запровадила концепцію так званих структур невпорядкованого порядку в кристалографії.

## Життєпис
Катерина Болл-Дорнбергер народилась 27 липня 1909 року у Відні. З 1928 року вивчала фізику та математику: спершу у Віденському (1928-1929), а згодом у Геттінгенському університетах (1929-1933). По закінченню навчання, у 1934, здобула науковий ступінь. За темою своєї дисертації й далі працювала асистентуою у Віденському університеті, продовжуючи дослідження кристалічної структури (нім. Kristallstrukturanalyse) зневодноненого сульфату цинку. 
У 1937 році емігрувала до Великої Британії й приєдналась до групи, працюючи (1937-1938) разом з професором Марком Оліфантом (нім. Mark Oliphant) у Бірмінгемському університеті. Далі працювала (1938-1939 і 1941-1943) з Джоном Десмондом Берналем (нім. John Desmond Bernal) в Лондонському університеті, а в наступні роки (1944-1946) — з майбутньою нобелівською лауреаткою Дороті Кроуфут Годжкін в Оксфордському університеті. Окрім цього, Катерина Болл-Дорнбергер також викладала (1943-1944) в школі для дівчат (нім. Mädchenschule) в місті Оксфорд.
В 1946 році, після Другої світової війни, повернулась до Німеччини. З 1947 року працювала викладачкою в Школі архітектури в місті Веймар. Через рік перейшла працювати у нещодавно створений Інститут медицини і біології (нім. Institut für Medizin und Biologie) в структурі Німецької академії наук Берліна за місцем розташування у найпівнічнішій околиці Бух (нім. Berlin-Buch), що в окрузі Панков у Берліні. В 1953 році габілітувалась в Гумбольдтському університеті Берліна, куди й перейшла працювати доценткою у 1954 році. Там же у 1956 році отримала звання професора, а з 1960 року читала професорський курс лекцій за тематичним спрямуванням у спеціалізованій області фізики: кристалографії. У 1955-1956 роках Катерина Болл-Дорнбергер очолювала відділ з кристал-аналізу в структурі Німецької академії наук Берліна в окрузі Адельхофі (нім. Berlin-Adlershof) колишнього району Трептов (нім. Bezirk Treptow) міста Берлін. І з 1956 по 1968 роки була директором місцевого Інституту структурних досліджень (нім. Institut für Strukturforschung). Перед виходом на пенсію біля 1970 року майже два роки працювала директором з досліджень у Центральному інституті фізичної хімії (нім. Forschungsdirektorin des Zentralinstituts für physikalische Chemie) в структурі Німецької академії наук Берліна. З виходом на пенсію не полишила цієї установи й продовжувала працювати науковою співробітницею до самої смерті у 1891 році.
Кетерина Болл-Дорнбергер була: в 1928 році членцинею Комуністичної партії Австрії; в 1931 році — Комуністичної партії Німеччини; з 1947 — Соціалістичної єдиної партії Німеччини.

## Нагороди та визнання
За її науковою діяльністю по темі щодо структур неорганічних кристалів та білків Катерину Болл-Дорнбергер визнають: співзасновницею аналізу структури кристалів у Німецькій Демократичній Республіці; видатною кристалографкою в історії науки Німеччини. Міжнародного визнання зазнала її розробка концепції так званих структур невпорядкованого порядку в кристалографії, а також впровадження цієї концепції до наукового обігу. 
В 1959 році Катерину Болл-Дорнбергер було нагороджено Орденом "За заслуги перед Вітчизною" (НДР), а роком пізніше — Національною премією НДР (нім. Nationalpreis der DDR). 
На її честь названо вулицю в окрузі Адельхофі (нім. Berlin-Adlershof) колишнього району Трептов (нім. Bezirk Treptow) Берліна.

## Праці (вибірково)
- Globular Protein Molecules; Their Structure and Dynamic Properties.[5] Берлін, 1960 (у співавторстві)
- Grundzüge einer Theorie der OD-Strukturen aus Schichten.[6] Берлін, 1964